# Sella (isola)
Sella, Sedlo o Zedlo (in croato: Sedlo) è un isolotto disabitato della Dalmazia settentrionale in Croazia; si trova nel mare Adriatico a ovest di Zuri, fa parte dell'arcipelago di Sebenico. Amministrativamente appartiene al comune di Sebenico, nella regione di Sebenico e Tenin.

## Geografia
Sella si trova in mare aperto, nel tratto denominato Bocca di Samogrado (Samogradska Vrata), circa 2 M a ovest della costa di Zuri.
L'isolotto ha una forma allungata e misura circa 250 m di lunghezza; ha una superficie di 0,016 km², uno sviluppo costiero di 584 m e un'altezza di 15,5 m. In direzione nord-ovest ci sono varie secche (Plitki Brak od Puha, plićak Lumbarda e greben Pijat).

### Isole adiacenti
- Samogrado (Samograd), a nord, a 3 km[2].
- Scoglio Botticella[5][9] (hrid Bačvica o Brtužela), 1,5 km[2] a nord di Sella; ha una superficie di 1372 m²[8] e l'altezza di 5 m[2] 43°40′21″N 15°33′33″E.
- Rapagna (Raparašnjak), a nord-est, a 1,1 km da punta Zuri (rt Žirje).
- Cosmerga (Kosmerka), 4,4 km[2] a sud-est, e isolotti adiacenti (Proclandizza, Balcon, Rauna e Petroso).
- Lucietta (Blitvenica), isolotto circa 2 M a sud-sud-est.
- Isolotti Opus (Puh), a nord-ovest (l'isolotto più vicino è a 3,5 km[2]).

### Cartografia
- (HR) Mappa topografica della Croazia 1:25000, su preglednik.arkod.hr. URL consultato il 6 luglio 2017.
- G. Giani, Carta prospettiva delle Comuni censuarie della Dalmazia, foglio 6, 1839. Fondo Miscellanea cartografica catastale, Archivio di Stato di Trieste.
- Carta di cabottaggio del mare Adriatico, foglio VII, Milano, Istituto geografico militare, 1822-1824. URL consultato il 17 giugno 2017 (archiviato dall'url originale il 13 aprile 2013).